# Domen Fawr
Domen Fawr är en lämning efter en motteborg i Powys i Wales.  Den uppfördes troligen omkring 1150.